# Bermudy na Letnich Igrzyskach Olimpijskich 2016
Bermudy na Letnich Igrzyskach Olimpijskich w 2016 roku reprezentowało 8 zawodników w 5 dyscyplinach sportowych. Był to 11 udział tego terytorium w igrzyskach.

## Reprezentanci

### Lekkoatletyka

#### Mężczyźni
Konkurencje biegowe
| Zawodnik       | Konkurencja   | Runda 1  | Runda 1 | Runda 2  | Runda 2 | Półfinał | Półfinał | Finał    | Finał   |
| Zawodnik       | Konkurencja   | Rezultat | Pozycja | Rezultat | Pozycja | Rezultat | Pozycja  | Rezultat | Pozycja |
| -------------- | ------------- | -------- | ------- | -------- | ------- | -------- | -------- | -------- | ------- |
| Harold Houston | Bieg na 200 m | 20,85    | 63.     | —        | —       | NQ       | NQ       | NQ       | NQ      |

Konkurencje techniczne
| Zawodnik     | Konkurencja | Eliminacje | Eliminacje | Finał    | Finał   |
| Zawodnik     | Konkurencja | Rezultat   | Pozycja    | Rezultat | Pozycja |
| ------------ | ----------- | ---------- | ---------- | -------- | ------- |
| Tyrone Smith | Skok w dal  | 7,81       | 16.        | NQ       | NQ      |

### Pływanie
Bermudy dostały zaproszenie od Światowej Federacji Pływackiej dla dwóch zawodników (kobiety i mężczyzny).
| Zawodnik         | Konkurencja                   | Eliminacje | Eliminacje | Półfinał | Półfinał | Finał | Finał   |
| Zawodnik         | Konkurencja                   | Czas       | Miejsce    | Czas     | Miejsce  | Czas  | Miejsce |
| ---------------- | ----------------------------- | ---------- | ---------- | -------- | -------- | ----- | ------- |
| Julian Fletcher  | 100 m st. klasycznym mężczyzn | 1:02,73    | 40.        | NQ       | NQ       | NQ    | NQ      |
| Rebecca Heyliger | 50 m st. dowolnym kobiet      | 26,54      | 52.        | NQ       | NQ       | NQ    | NQ      |

### Triathlon
Był to trzeci występ na igrzyskach Flory Duffy.
| Zawodnik    | Konkurencja | Pływanie (1,5 km) | Zmiana 1 | Jazda na rowerze (40 km) | Zmiana 2 | Bieg (10 km) | Czas    | Pozycja |
| ----------- | ----------- | ----------------- | -------- | ------------------------ | -------- | ------------ | ------- | ------- |
| Flora Duffy | Kobiety     | 19:08             | 0:52     | 1:01:29                  | 0:41     | 36:15        | 1:58:25 | 8       |

### Wioślarstwo
Reprezentant Bermudów zakwalifikował się do zawodów na Regatach kwalifikacyjnych dla Ameryki Łacińskiej. Był to pierwszy start w wioślarstwie od igrzysk w 1972 roku, gdzie reprezentowane były w jedynkach mężczyzn przez Jimego Butterfielda.
| Zawodnik         | Konkurencja | Kwalifikacje | Kwalifikacje | Ćwierćfinał | Ćwierćfinał | Półfinał | Półfinał | Finał   | Finał   |
| Zawodnik         | Konkurencja | Wynik        | Pozycja      | Wynik       | Pozycja     | Wynik    | Pozycja  | Wynik   | Pozycja |
| ---------------- | ----------- | ------------ | ------------ | ----------- | ----------- | -------- | -------- | ------- | ------- |
| Michelle Pearson | W1x         | 8:22.15      | 3. Q (Ć)     | 8:05.78     | 4Q (PA/D)   | 7:34.41  | 2Q (FC)  | 7:34.41 | 16      |

### Żeglarstwo
Reprezentantka Bermudów w konkurencji Laser Radial wywalczyła awans na regatach ISAF Sailing World Cup w Miami. Zawodnik z konkurencji Laser wystartował dzięki zaproszeniu Komisji Trójstronnej.

#### Mężczyźni
| Zawodnik         | Konkurencja | Wyścig | Wyścig | Wyścig | Wyścig | Wyścig | Wyścig | Wyścig | Wyścig | Wyścig | Wyścig | Wyścig | Punkty | Finałowa pozycja |
| Zawodnik         | Konkurencja | 1      | 2      | 3      | 4      | 5      | 6      | 7      | 8      | 9      | 10     | M*     | Punkty | Finałowa pozycja |
| ---------------- | ----------- | ------ | ------ | ------ | ------ | ------ | ------ | ------ | ------ | ------ | ------ | ------ | ------ | ---------------- |
| Cameron Pimentel | Laser       | 31     | 45     | 41     | 27     | 44     | 42     | 39     | 34     | 42     | 39     | EL     | 339    | 41               |

#### Kobiety
| Zawodnik         | Konkurencja  | Wyścig | Wyścig | Wyścig | Wyścig | Wyścig | Wyścig | Wyścig | Wyścig | Wyścig | Wyścig | Wyścig | Punkty | Finałowa pozycja |
| Zawodnik         | Konkurencja  | 1      | 2      | 3      | 4      | 5      | 6      | 7      | 8      | 9      | 10     | M*     | Punkty | Finałowa pozycja |
| ---------------- | ------------ | ------ | ------ | ------ | ------ | ------ | ------ | ------ | ------ | ------ | ------ | ------ | ------ | ---------------- |
| Cecilia Wollmann | Laser Radial | 32     | 28     | 33     | 35     | 35     | 33     | 34     | 33     | 32     | 32     | EL     | 291    | 34               |

M - wyścig medalowy